# Kurikka (stacja kolejowa)
Kurikka (fiń. Kurikan rautatieasema) – nieczynna stacja kolejowa w Kurikka, w regionie Ostrobothnia Południowa, w Finlandii. Znajduje się na linii Seinäjoki-Kaskinen.
Ruch pasażerski na linii został wstrzymany w 1960. Budynek dworca jest obecnie własnością prywatną i został odnowiony z poszanowaniem pierwotnego wyglądu. Budynek teraz służy jako restauracja.
| Kurikka                    |  |          |
| Linia Seinäjoki - Kaskinen |  |          |
| Mietaa                     |  | Panttila |